# Ready Sexed Go!
Ready Sexed Go! è l'ultimo album del gruppo pop punk statunitense The Joykiller, comprendente tracce degli altri album della band oltre a nuovi brani e pubblicato nel 2003 da Epitaph Records. Per la registrazione di quest'album l'ex chitarrista del gruppo Ron Emory è tornato in formazione.

## Tracce
1. Love You More Dead – 2:14
2. Show Me the System – 2:13
3. We Got a God – 1:59
4. Seventeen – 3:35
5. Go Bang – 2:28
6. Monday – 1:41
7. She – 1:33
8. Baby Sitter – 2:48
9. Hate – 2:09
10. I Don't Know – 2:08
11. Brainless – 2:41
12. Sanity – 1:50
13. Sad – 2:11
14. White Boy, White Girl – 2:04
15. Television – 1:55
16. She's So Static – 2:25
17. What a Girl – 2:18
18. What It's Worth – 3:08
19. She's Something Else – 2:27
20. The Doorway – 2:24
21. Ordinary – 2:45
22. Another Girl – 2:01
23. Love You Now – 2:14
24. Make Love to You – 2:14
25. So Dazed – 2:14
26. La La La – 2:08
27. Don't Want You Back – 2:40
28. Ready to Play – 3:24
29. Someone to Love? – 2:51
30. Breaking Up Is Cool – 3:28
31. Miss Fortune – 1:48
32. Emily – 2:50

## Formazione[2]
- Jack Grisham - voce, pianoforte
- Jay Smith - chitarra
- Chris Higgins - chitarra
- Sean Greaves - chitarra
- Billy Persons - basso
- Angry John DiMambro - basso
- Danny Westman - batteria
- Chris Lagerborg - batteria
- Ronnie King - pianoforte, organo, mellotron, fuzz, sintetizzatore, voce d'accompagnamento
- Jim Lindberg - voce addizionale
- Frank Agnew - chitarra, voce addizionale
- Don Grisham - armonica a bocca